# Spoorlijn 122 (België)
Spoorlijn 122 is een Belgische spoorlijn die Melle met Geraardsbergen verbindt. De lijn is 28,5 km lang en werd op 5 januari 1867 officieel geopend door de spoorwegmaatschappij Chemin de fer de Braine-le-Comte à Gand. De spoorlijn is dubbelsporig.
De maximumsnelheid bedraagt 90 km/u. In 2021 werden de seinen vernieuwd tussen Melle en Zottegem . Langs de spoorlijn wordt fietssnelweg F417 aangelegd.
Het nummer 122 werd tot 1934 gebruikt voor de Spoorlijn Luttre-Trazegnies

## Elektrificatie
De spoorlijn is niet geëlektrificeerd, met uitzondering van de eerste kilometer van de lijn tussen Melle en de aansluiting met spoorlijn 50A, waardoor ook elektrische treinen deze verbinding tussen de spoorlijnen 50A en 50 kunnen gebruiken.
Infrabel plant tegen 2030 de aanleg van een kort traject bovenleiding rond station Zottegem, zodat de toekomstige batterijtreinen MR30 de dieseltreinen (MW41) op deze lijn kunnen vervangen.

## Treindiensten
De NMBS verzorgt het personenvervoer met piekuur- en S- treinen.
| Serie | Verbinding                                                         | Opmerkingen                                                    |
| ----- | ------------------------------------------------------------------ | -------------------------------------------------------------- |
| S52   | Gent-Sint-Pieters - Zottegem - Geraardsbergen                      |                                                                |
| S52   | (Eeklo -) Gent-Sint-Pieters - Zottegem - Geraardsbergen            | Tijdens de piekuren. Eén rit tijdens de schoolspits van Eeklo. |
| P     | Geraardsbergen - Zottegem - Gent-Sint-Pieters                      | Rijdt enkel tijdens het schooljaar.                            |
| P     | Geraardsbergen - Zottegem - Gent-Sint-Pieters - Oudenaarde - Ronse | Eén rit beperkt tot Oudenaarde                                 |

## Aansluitingen
In de volgende plaatsen is of was er een aansluiting op de volgende spoorlijnen:
Y Melle
Spoorlijn 50 tussen Brussel-Noord en Gent-Sint-Pieters
Spoorlijn 50A/4 tussen Y Meulewijk en Y Melle
Zottegem
Spoorlijn 82 tussen Aalst en Elzele
Spoorlijn 89 tussen Denderleeuw en Y Zandberg
Geraardsbergen
Spoorlijn 90 tussen Denderleeuw en Saint-Ghislain
Spoorlijn 123 tussen Geraardsbergen en 's-Gravenbrakel